# 랄리벨라 암굴 교회군
랄리벨라 석굴 교회군은 에티오피아의 세계유산 가운데 하나로, 13세기 초반 랄리벨라에 건설되었으며 총 11개의 석굴 교회로 구성되어 있다. 1978년 유네스코가 지정한 세계유산으로 선정되었다.

## 세계 유산
랄리벨라 석굴 교회군은 다음과 같은 세계유산 선정 기준을 충족하는 점에서 선정되었다.
- 독특한 예술적 혹은 미적인 업적, 즉 창조적인 재능의 걸작품을 대표하는 유산.
- 일정한 시간에 걸쳐 혹은 세계의 한 문화권 내에서 건축, 기념물 조각, 정원 및 조경 디자인, 관련 예술 또는 인간 정주 등의 결과로서 일어난 발전 사항들에 상당한 영향력을 행사한 유산.
- 독특하거나 지극히 희귀하거나 혹은 아주 오래된 유산.